# العقيدة الدموية للاضطهاد بسبب المعتقد

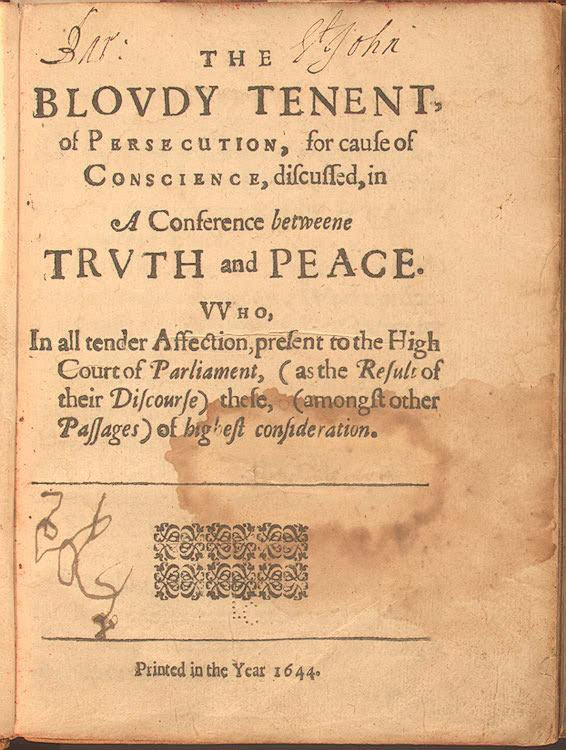

العقيدة الدمويّة للاضطهاد بسبب المعتقد، نقاش في مؤتمر عُقد بين الحقيقة والسلام، (بالإنكليزيّة The Bloudy Tenent of Persecution, for Cause of Conscience, Discussed in a Conference between Truth and Peace)، هو كتاب أّلفه روجير ويليامز -مؤسّس مزارع بروفيدانس في نيو إنغلاند، والمؤسّس المشارك للكنيسة المعمدانيّة الأولى في أمريكا- في عام 1644 يتحدّث فيه حول قوّة الحكومات. كلمة Tenent هي التهجئة البائدة لكلمة tenet بمعنى مبدأ أو دين أو عقيدة، ويدافع الكتاب عن إنشاء «جدار فصل» بين الكنيسة والدولة، وعن تسامح الدولة مع مختلف الطوائف المسيحيّة، بما فيها الكاثوليكيّة، وكذلك العقائد والعبادات الوثنيّة، واليهوديّة، والتركيّة أو المعادية للمسيحيّة. يأخذ الكتاب في مضمونه شكل حوار بين الحقيقة والسلام، وهو ردّ على مراسلات كاهن بوسطن «جون كوتون» بشأن دعمه لفرض دولة قائمة على وحدة الدين في مستعمرة خليج ماساتشوستس. يناقش ويليامز بأنّ الديانة المسيحيّة تتطلّب وجود سلطة مدنيّة منفصلة قد لا تقوم بانتهاك حرّيّة المعتقد بصورة عامّة، الأمر الذي فسّره ويليامز على أنّه حقّ من الربّ.

## التأثير
يُعتبر الكتاب الذي نُشر في عام 1944 أحد أكثر حجج ويليامز تطوّراً، على الرغم من أنّ ويليامز قد ألّف هذا للكتاب على جناح السرعة، وصاغه بأسلوب صعب. حُرقت العديد من النسخ الأصليّة من كتاب العقيدة الدمويّة للاضطهاد بسبب المعتقد بأمر من فصيل برلماني شعر بالإهانة من إحدى وجهات نظر ويليامز حول الحكومة. ردّ جون كوتون على كتاب ويليامز، وقام بالدفاع عن مواقفه من خلال كتاب «العقيدة الدمويّة، غُسِلت، وأصبحت ناصعة البياض في دم الحمل». نشر ويليامز عند عودته إلى لندن في عام 1652 كتاب «العقيدة الدمويّة، أصبحت أكثر دمويّة بعد محاولة السيّد كوتون غسلها وتحويلها للّون الأبيض في دم الحمل، لأولئك الذين قد سُفِكت دماؤهم الغالية مع دماء عبيده، وأولئك الملايين الذين سُكبت دماؤهم في الحروب السابقة واللاحقة التي قامت من أجل العقيدة، العقيدة الأكثر دمويّة للاضطهاد بسبب المعتقد، ومع ذلك، فلا زالت هناك قضيّة أخرى كانت أكثر وضوحاً وأكثر إدانة بصورة ملحوظة، وما إلى هنالك.» (لندن، سنة 1652). تمّت الإشارة إلى العقيدة الدمويّة كمصدر فلسفي لجون لوك، وللتعديل الأوّل لدستور الولايات المتّحدة الأمريكيّة، وللعديد من كتابات توماس جيفرسون المتعلّقة بالحرّيّة الدينيّة.

## الدعم الإنجيليّ لمنع التدخّل الحكوميّ في الشؤون الدينيّة
فسّر ويليامز -في كتاب العقيدة الدمويّة وفي كتابات أخرى- العديد من العبارات في العهدين القديم والجديد على أنّها تحدّ من التدخّل الحكومي في أيّ أمور دينيّة، وبالتالي فإنّها تعارض التفسير التقليدي البروتستانيّ للكتاب المقدّس الذي يدعم الدولة في استخدامها للقوّة في بعض الأمور الدينيّة.
اعتقد ويليامز أن إسرائيل التاريخيّة كانت مملكة عهد فريدة من نوعها، وينبغي أن يتمّ تفسير سفريّ الملوك من خلال تصنيفها، لذلك لم يكن في سفريّ الملوك الأوّل والثاني نماذجَ حكوميّة مناسبة لمسيحيّي العهد الجديد، الذين كانوا يعتقدون أنّ العهد القديم قد تحقّق من خلال المسيح، باعتباره الملك النهائيّ، وقد أكّد ويليامز وفقاً لما سبق أنّ الأمثلة الجيّدة للحكومات المدنيّة في العهد القديم كانت لملوك غير متّبعين للعهد، كأرتحششتا الأوّل؛ الذي كان ملكاً وثناً أعطى اليهود الحقّ في حرّيّة العبادة في الآية السابعة من سفر عزرا، ولكنّه لم يفرض أيّ نوع من العبادة. ذكر ويليام -من بين الأمثلة على الملوك السيّئين- نبوخذ نصّر في سفر دانيال، وهو الذي خيّر اليهود (بمن فيهم دانيال، وشدرخ، وميشخ، وعبدنغو) بين عبادة إله الدولة أو مواجهة الموت. استخدم ويليامز أيضاً مثال الإعدام غير العادل لنابوت في سفر الملوك الآية 21 كمثالٍ على الحكومة المدنيّة السيّئة التي تُسيء استغلال سلطتها الدينيّة.
فسّر ويليامز حكاية تاريس الموجودة في إنجيل متّى 13:24-30,13:36-43 لدعم فكرة التغاضي عن جميع الأعشاب (المهرطقين) لأنّ الاضّطهاد المدنيّ غالباً ما يؤذي القمح (المؤمنين) أيضاً. فسّر ويليامز الأعشاب على أنّهم (المهرطقين) على وجه التحديد، وهم الذين كانوا -وضوحاً- لا ينتمون إلى الديانة المسيحيّة، مثل بولس الطرسوسيّ قبل اعتناقه للمسيحيّة، وليس أولئك ذويّ الاختلافات اللّاهوتيّة البسيطة كما فسّرها المتشدّدون. بالنّهاية فإنّه قد جادل بالقول إن مهمّة الحكم للربّ، وليست للبشر.
استشهد ويليامز بالدور المشروع للحكومة في الرسالة  13لبولس الرسول إلى أهل روما كتطبيق إنفاذ للجدول الثاني فقط من الوصايا العشر -أي الوصايا الخمس الأخيرة فقط وهي التي تنطوي على إيذاء الآخرين- في الأصحاح 6 الآيات من 10 إلى 20، وفي تيموثاوس 2 الآية 2، وفي كورنثوس 2 الآية 10، لشرح كيفيّة استخدام «الأسلحة الروحيّة» بدلأ من الأسلحة المادّيّة في التعامل مع غير المؤمنين.
فسّر ويليامز الآيات 2-3 من سفر الرؤيا بأنّها تؤيّد فكرة استخدام الأسلحة الروحيّة بدلاً من الأسلحة المدنيّة، وأشار إلى أنّ رسائل المسيح في هذه الفصول كانت مكتوبةً ومطبّقة في الكنائس، وليس في الحكومات المدنيّة. فسّر ويليامز الوحش الذي تتحدّث عنه الآية 17 من سفر الرؤيا بأنّه يمثّل جميع كنائس الدولة التي استخدمت سلطة الحكومة بهدف فرض أهداف سياسيّة معيّنة باسم الدين المسيحيّ، بما في ذلك الكنائس الموجودة في أوروبّا وفي ماساشوستس.